# Tribunal pour enfants (Allemagne)
En Allemagne, le tribunal pour enfants (allemand : Jugendgericht, litt. « tribunal de la jeunesse » ou « tribunal des jeunes ») traite les comportements répréhensibles des jeunes (article 33 JGG) et comprend trois instances : le juge pénal, le tribunal pour mineurs et la chambre de la jeunesse.

## Fonctionnement
Ces juridictions s'occupent de la délinquance des jeunes, mais aussi du cas des enfants mis en danger par des adultes et des violations des lois et dispositions visant à protéger les jeunes (article 26 GVG).
Le juge de la jeunesse supervise l'exécution des mesures punitives ordonnées par le tribunal. Ces tribunaux sont inspirés du modèle nord-américain. Ils ont été créés en Allemagne en 1908 et sont devenus obligatoires en 1923 du fait d’une loi sur le tribunal pour mineurs.
Le tribunal de la jeunesse prend en charge les aspects socio-éducatifs dans les procédures judiciaires et aide à déterminer les sanctions pour les mineurs selon le droit pénal.

## Source bibliographique
- Andreas Roth: Die Entstehung des Jugendstrafrechts. Das Problem der strafrechtlichen Behandlung von Jugendlichen in der Zeit vor dem Ersten Weltkrieg. ZNR 1991, S. 17–40.